# Alegorie Boží prozřetelnosti a moci Barberiniů

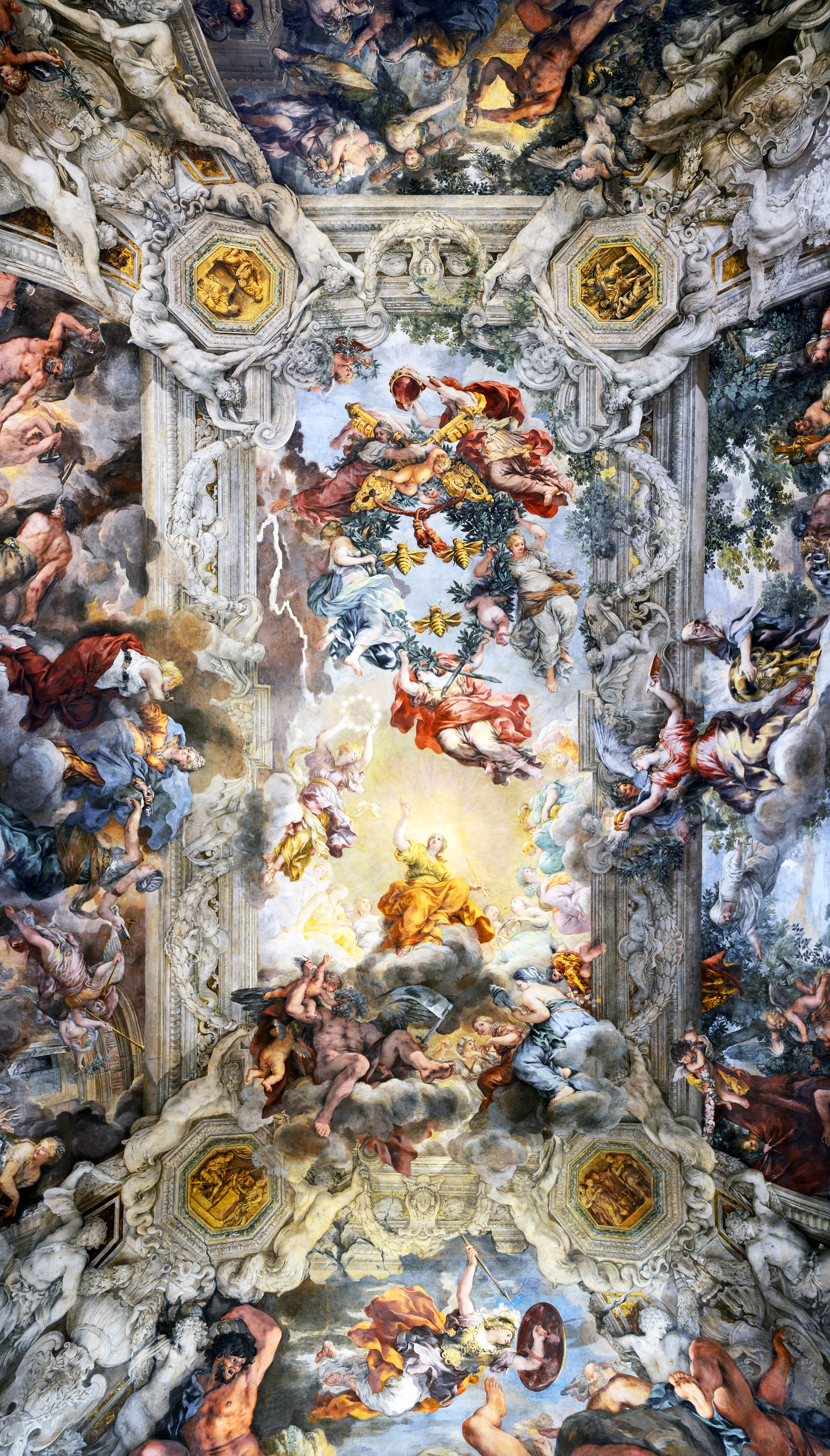
Triumf Boží prozřetelnosti

Alegorie Boží prozřetelnosti a moci Barberiniů čili Triumf Boží prozřetelnosti a naplnění jejích cílů za pontifikátu Urbana VIII., krátce Triumf Boží prozřetelnosti je freska italského barokního malíře Pietra da Cortona, umístěná na stropě hlavního sálu paláce Barberiniů v Římě. Vlastní malba, dokončená roku 1639, trvala autorovi tři roky, ale s přípravou se začalo již roku 1633. Palác byl od 20. let 17. století sídlem šlechtické rodiny Barberiniů v čele s Maffeem Barberinim, tehdy papežem Urbanem VIII., který se zasloužil o výtvarné umění a stavební rozvoj Říma.

## Kompozice
Umělecká díla určená pro rod Barberiniů se často vyznačovala výskytem slunečních paprsků a včel (v erbu rodu byly tři včely), a tak tomu je i na Cortonově fresce. Na jedné straně oblohy září Boží prozřetelnost jako Slunce a na druhé straně poletují putti a dívky nesoucí odznaky papežské moci a spolu s nimi roj obrovských heraldických zlatých včel. Pod Prozřetelností se imitovaný rám rozpadá. Čas, zobrazený jako muž s křídly a rudou drapérií omotanou kolem těla, jenž drží kosu, chytá rukou putta za křídla a požírá jeho buclatou ručku. Půvabná dívka nesoucí dvanáct hvězd, které představují Korunu nesmrtelnosti, je nabízí heraldickému roji a upřeně vzhlíží k božské Prozřetelnosti. Podle některých badatelů bylo jedním z hlavních cílů fresky zpodobnit Barberiniho papežskou kandidaturu, o níž se šuškalo, že byla zmanipulovaná, jako akt Boží prozřetelnosti. Na jedné straně fresky se nacházejí dělníci v kovářské dílně, kteří pracují tak tvrdě, že rozbíjejí a tříští vnější rám.

## Kritické hodnocení a kulturní vliv
Fresky v Římě byly tehdy velmi časté; nejvíce zastoupené jsou galerie malířských scén tvořené technikou quadro riportato, například na stropě Sixtinské kaple nebo cyklus v paláci Farnese od Annibale Carracciho (dokončený roku 1601). Baldassare Peruzzi byl průkopníkem tohoto stylu malby nazvaného kvadratura, ve kterém freska perspektivou vyobrazené scény nahrazuje nebo simuluje architektonické rámce. Iluzivní nástěnné malby nebyly v italském umění ničím novým; podobné fresky vytvořili například už Mantegna a Giulio Romano v Mantově. Cortonovo mistrovské hemžení na zářící obloze však ovlivnilo mnoho dalších velkých výpravných fresek, jako jsou například Tiepolovy v Madridu, Ehrenstrahlova „Porada ctností“ ve Stockholmském Domě šlechty anebo Apoteóza rodiny Pisaniů ve vile Pisaniů ve Stra. Mezi další slavné kvadratury v Římě patří Apoteóza sv. Ignáce od Andrey Pozza v římském kostele Sant'Ignazio.